# Rychlostní silnice R3 (Slovensko)
Rychlostní silnice R3 (R3) je rychlostní silnice na Slovensku, jejíž trasa je momentálně plánována od hraničního přechodu Trstená z Polska jako pokračování polské silnice DK7 (v budoucnu rychlostní silnice S7) přes Dolný Kubín, Martin, Kremnici do Šášovského Podhradia.
Po roce 2015 se plánuje rozšíření R3 přes Zvolen po hraniční přechod Šahy do Maďarska, kde bude pokračovat jako dálnice M2.
Mezi Šahy a Dudincemi se bude křižovat s R7, u Zvolena se spojí s R2, s níž se pak napojí na R1 a povedou takto po Šášovské Podhradie, kde se R3 odpojí, na úseku Martin – Ružomberok bude R3 vedena v peáži s dálnicí D1.
Celková délka R3 po Šášovské Podhradie bude asi 150 km, celkem až po Šahy by měla mít asi 250 km. Po trase bude procházet E77 a R3 odlehčí dopravu na horském přechodu Kremnické Bane, který se nachází na I/65. Výstavba si na téměř celé délce R3 vyžádá přeložky silnic, koryt vodních toků a inženýrských sítí, v rámci ochrany životního prostředí bude vybudována kanalizace sekvestrací ropných látek a protihlukové bariéry.

## Přehled úseků
| Úsek                                               | Délka úseku | Zahájení výstavby       | Uvedení do provozu      |
| -------------------------------------------------- | ----------- | ----------------------- | ----------------------- |
| Státní hranice SK/PL – Trstená                     | 3,5 km      | Záleží na polské straně | Záleží na polské straně |
| Trstená obchvat, levá polovina                     | 7,2 km      | Po roce 2040            | Po roce 2040            |
| Trstená obchvat, pravá polovina                    | 7,2 km      | 2008                    | 2010                    |
| Tvrdošín – Nižná nad Oravou, levá polovina         | 4,4 km      | Po roce 2040            | Po roce 2040            |
| Tvrdošín – Nižná nad Oravou, pravá polovina        | 4,4 km      | 2021                    | 2023                    |
| Nižná nad Oravou – Dlhá nad Oravou, levá polovina  | 8,3 km      | Po roce 2040            | Po roce 2040            |
| Nižná nad Oravou – Dlhá nad Oravou, pravá polovina | 8,3 km      | 2024                    | 2027                    |
| Dlhá nad Oravou – Sedlácká Dubová, levá polovina   | 4,9 km      | Po roce 2040            | Po roce 2040            |
| Dlhá nad Oravou – Sedlácká Dubová, pravá polovina  | 4,9 km      | 2024                    | 2027                    |
| Oravský Podzámek – Horná Lehota, levá polovina     | 6,4 km      | Po roce 2040            | Po roce 2040            |
| Oravský Podzámek – Horná Lehota, pravá polovina    | 6,4 km      | 2004                    | 2007                    |
| Oravský Podzámek – Dolný Kubín, jih                | 10,9 km     | 2029                    | 2032                    |
| Dolný Kubín, jih – Likavka, křižovatka             | 8,7 km      | 2029                    | 2032                    |
| Martin – Sever, křižovatka R3xD1) – Martin         | 1,5 km      | 2011                    | 2015                    |
| Martin – Rakovo                                    | 14 km       | 2027                    | 2030                    |
| Rakovo – Mošovce                                   | 10,3 km     | po roce 2040            | po roce 2040            |
| Mošovce – Horná Štubňa                             | 7,9 km      | 2028                    | 2031                    |
| Horná Štubňa obchvat, pravá polovina               | 4,7 km      | po roce 2040            | po roce 2040            |
| Horná Štubňa obchvat, levá polovina                | 4,7 km      | 2008                    | 2010                    |
| Horná Štubňa – Ráztočno, křižovatka R3xR2          | 14 km       | 2032                    | 2035                    |
| Budča – Krupina                                    | 27 km       | po roce 2040            | po roce 2040            |
| Krupina, obchvat                                   | 6,5 km      | 2026                    | 2028                    |
| Krupina – Šahy                                     | 35,5 km     | po roce 2040            | po roce 2040            |
| Šahy – státní hranice SK / HU                      | 4,8 km      | 2028                    | 2030                    |

### Obchvat Trstené
Obchvat Trstené na R3 byl ve výstavbě od dubna 2008 a po 30 měsících byl dne 29. října 2010 úsek kompletně průjezdný a předán v polovičním profilu. Výstavba byla financována ze státního rozpočtu a realizovali ji firmy VÁHOSTAV – SK, a. s. a Inženýrské stavby, a. s. Délka úseku je 7,2 km. Na úseku se nachází 14 mostů a 3 křižovatky, z toho dvě úrovňové na obou koncích jako dočasné napojení na silnici I/59.

### Tvrdošín – Nižná
Tvrdošín – Nižná je úsek R3, jehož začátek výstavby je plánován na rok 2013. Jeho délka je 5,2 km. Podle plánů z roku 2006 by výstavba měla stát 59 749 053,97 € (1 800 000 000 Kč). Trasa vede na levém břehu Oravy. Nacházet se zde bude 14 mostních objektů, 4 mimoúrovňové křižovatky, odpočívadlo Tvrdošín.

### Nižná – Dlhá nad Oravou
Plánovaný úsek rozšíří R3 po obec Dlhá nad Oravou o délku 8,6 km. S výstavbou by se mělo začít v roce 2014 a ukončení je plánováno na rok 2017. Stát bude financovat úsek rozpočtem 94 602 668,80 € (2 850 000 000 Kč) podle plánů z roku 2006. Trasa vede souběžně s II/584. Plánovaný zde je tunel Podbiel dlouhý 515 metrů, 19 mostů, mimoúrovňová křižovatka.

### Dlhá nad Oravou – Selská Dubová
Úsek Dlhá nad Oravou – Sedliacka Dubová prodlouží R3 o 4,2 km. Výstavba je plánována na roky 2015–2017, přičemž výstavba by měla podle plánů z roku 2006 stát 48 131 182,37 € (1 450 000 000 Kč). Na úseku se nacházejí obchvaty Dlhé nad Oravou a Sedliackeho Dubového, 11 mostů, mimoúrovňová křižovatka. Trasa bude budována na pestrém geologickém podloží.

### Oravský Podzámok – Horná Lehota
Úsek R3 mezi Hornou Lehotou a Oravským Podzámkom je úsek R3 v užívání od roku 2007, i když pouze v polovičním profilu. Délka úseku je 6,442 km, jeho výstavba proběhla v letech 2004–2007 firmami Váhostav – SK, Max Bögl a Skanska, byla financována státním rozpočtem. Úsek nahradil I/59, čímž se zvýšila plynulost a bezpečnost provozu. Na úsek byla podle ČSN 736100 použita kategorie R11, 5/100, v jejímž důsledku je maximální povolená rychlost limitována na 100 km/h. Na trase se nachází 9 mostů, z toho jeden dominantní nad řekou Orava a železnicí dlouhý 750 metrů, 2 křižovatky (na začátku a na konci). Úsek je momentálně označen jako Silnice I. třídy 59A, v budoucnu se stane součástí R3.

### Oravský Podzámok – Dolný Kubín
Úsek R3, který napojí Dolný Kubín na síť rychlostních silnic by měl být budován v letech 2016–2018, předčasné užívání se plánuje na rok 2017. Jeho celková délka je 3,226 km. Podle plánů z roku 2007 by výstavba měla stát státní rozpočet 27 822 644,9 € (838 185 000 Kč). Součástí úseku budou 3 mosty, mimoúrovňová křižovatka Dolný Kubín – sever.

### Dolný Kubín – Kraľovany
Úsek Dolný Kubín – Kraľovany bude otevřen jako poslední z plánovaných úseků R3, datum výstavby ještě není známo. Jeho délka bude 23 km, stát by měl podle plánů z roku 2007 258 919 803,50 € (7 800 218 000 Kč). Úsek je situován na rozhraní Oravy a Liptova u soutoku řek Váh a Orava. Na úseku se bude nacházet 36 mostů, 3 mimoúrovňové křižovatky.

### Obchvat Horné Štubně
Výstavba obchvatu Horné Štubně dlouhého 4,321 km byla zahájena v prosinci 2008. Stavba byla financována ze státního rozpočtu a zhotovili ji firmy Strabag a Skanska. Obchvat se nachází v blízkosti spojení horských průsmyků Kremnické Bane a Šturec. Trasa se nachází v koridoru železniční trati Zvolen-Diviaky. Nachází se zde 6 mostů a dvě úrovňové křižovatky na konci a začátku trasy. Stavbu byla slavnostně předána do užívání 23. listopadu 2010.

### Horná Štubňa – Ráztočno
Dálnice má dále pokračovat na jih od Horné Štubni ke křižovatce s plánvanou rychlostní silnicí R2 u Ráztočna (úsek Nováky – Žiar nad Hronom). Na trase má být 3060 m dlouhý tunel Remata.

### Zvolen – Šahy
Na trase se budou nacházet dva významné tunely: Baba (4 020 m) a Hanišberk (2 800 m). Proces posuzování vlivů navrhované činnosti „Rychlostní silnice R3 Zvolen – Šahy“ na životní prostředí byl zastaven. Podle vyjádření NDS bude pokračovat příprava obchvatu Krupiny v délce 6,5 km a obchvatu Šahů v délce 4,8 km, na které bude mít NDS finanční krytí.